# گذرنامه آذربایجانی

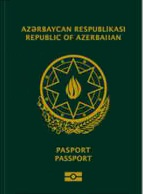
نمایی از یک‌نسخه گذرنامهٔ آذربایجانی در سال ۲۰۱۲

گذرنامهٔ آذربایجانی یک مدرک سفر بین‌المللی است که توسط کشور جمهوری آذربایجان صادر می‌شود و بنا بر داده‌های سال ۲۰۲۳، دارندگان آن می‌توانستند به ۶۹ کشور دیگر بدون دریافت ویزا سفر کنند یا ویزا را در بدو ورود دریافت نمایند. این گذرنامه بر اساس رتبه‌بندی شاخص گذرنامهٔ هنلی در سال ۲۰۲۳ در رتبهٔ ۷۷ قرار داشت.